# الطفلات (الملاح)

تعديل مصدري - تعديل

الطفلات هي إحدى قرى عزلة الملاح بمديرية الملاح التابعة لمحافظة لحج، بلغ تعداد سكانها 186 نسمة حسب تعداد اليمن لعام 2004.